# Ивањковско језеро
Ивањковско језеро (рус. Иваньковское водохранилище) или локално познато и као Московско море (рус. Московское море) велико је вештачко језеро настало преграђивањем корита реке Волге, у горњем делу њеног тока. Језеро с налази на северозападу европског дела Руске Федерације, односно на југоистоку Тверске и северозападу Московске области.
Његове воде користе се за рад Ивањковске хидроелектране и Конаковске термоелектране, те за снабдевање града Москве питком водом. Московским каналом језеро је повезано са током реке Москве.
На његовим обалама леже градови Конаково и Дубна.

## Опште карактеристике
Ивањковска брана на Волги грађена је паралелно са Московским каналом чији северни улаз се данас налази на крајњем истоку Ивањковског језера. План је био да се градњом Московског канала и његовим повезивањем са реком Волгом обезбеди стабилно снабдевање града Москве питком водом. Радови на оба објекта започели су почетком јануара 1934. године, а сама брана завршена је крајем 1936. године. Крајем марта 1937. започело је пуњење језера, а месец дана касније за саобраћај је отворен и Московски канал. Брана којом је преграђено корито Волге налази се код града Дубне, на око 130 километара северно од Москве, дугачка је чак 9 километара и висока 14 метара.
Градњом овог језера потопљено је укупно 32.000 хектара земљишта дуж обе обале Волге, због чега је расељено укупно 106 насеља од којих је највећа била варошица Корчева.
Језерска акваторија обухвата површину од око 327 км², док сливно подручје које се одводњава директно ка језеру чини територија површине преко 41.000 км². Ка језеру се директно одводњава цео централни део Тверске и северозападни део Московске области, те североисток Смоленске и југозапад Новгородске области.
Укупна дужина језера је око 120 километара, док се ширина креће од 2 до 5 километара. Просечна запремина је 1,12 км³ воде, а површина језера лежи на надморској висини од 124 метра.
Језеро је углавном под ледом од средине новембра до средине априла, а највиши водостај има у пролеће када се топе снег и лед. Колебања воде у језеру могу да достигну и до 7 метара.
Језеро обухвата и доње токове река Шоша са Ламом, Соза и Орше. Подељено је на три микроцелине, на Иванковски део на североистоку (141 км²), Волшки на северозападу (74 км²) и Шошански залив на западу (112 км²).
Од већих насеља на обалама Ивањковског језера леже градови Дубна и Конаково, те варошице Новозавидовски, Козлово и Радченко.

## Привредне карактеристике
Вода из Ивањковског језера се преко Московског канала допрема до града Москве где се користи за водоснабдевање града, али и за одржавање нивоа воде у реци Москви.
На самом изласку из језера налази се велика Ивањковска хидроелектрана у којој се годишње произведе око 89 милиона киловат часова електричне енергије. Вода из језера се такође користи и за хлађење погона Конаковске термоелектране (као погонско гориво користи земни гас).
Преко језера пролазе теретни бродови из Москве ка Тверу, док се бродски путнички саобраћај обавља од Конакова до ушћа Соза.
На језеру се налази око 300 острва која су своја имена добила обично по селима која су ту некада постојала, а на многим од њих се налазе туристичко-рекреативни објекти.
Један део језерске обале је под ингеренцијом управе националног парка Завидово.